# Чемпионат Мальты по футболу 1935/1936
Первый дивизион Мальты 1935/1936 (мальт. L-Ewwel Diviżjoni Maltija 1935/1936) — 25-й сезон чемпионата Мальты по футболу.

## Клубы-участники
| Клуб            | Город    |
| --------------- | -------- |
| Слима Уондерерс | Слима    |
| Флориана        | Флориана |
| Хибернианс      | Паола    |

## Турнирная таблица
| М | Команда         | И | В | Н | П | Мячи   | ±   | О | Примечания |
| - | --------------- | - | - | - | - | ------ | --- | - | ---------- |
| 1 | Слима Уондерерс | 4 | 3 | 0 | 1 | 10 − 3 | +7  | 6 |            |
| 2 | Флориана        | 4 | 2 | 1 | 1 | 9 − 4  | +5  | 5 |            |
| 3 | Хибернианс      | 4 | 0 | 1 | 3 | 2 − 14 | −12 | 1 |            |

И — игры, В — выигрыши, Н — ничьи, П — проигрыши, Мячи — забитые и пропущенные голы, ± — разница голов, О — очки